# Pere Hernández Ripoll
Pere Hernández Ripoll (Barcelona, 1960) És un expilotari i dirigent esportiu.
Llicenciat en Ciències Empresarials i Màster en direcció d'empreses per ESADE, es va iniciar al món de l'esport com a pilotari esport en què eñ seu avi i el seu pare ja havien practicat. Conegut com a Hernández II al Club Deportivo Piscinas on jugà a paleta cuir i es proclamà triple campió de Catalunya juvenil i campió de segona categoria el 1975. Passà al Club Gimnàstic de Tarragona del 1976 al 1978 i al Club Natació Barcelona del 1978 al 1992, on jugà a pala curta. Davanter, fou tutelat sempre pel seu pare i ha estat el palista català més guardonat de tots els temps, fou tres vegades campió del Torneig San Fermin Chiquito i campió d'Espanya de clubs amb el CNB el 1981. Guanyà el Campionat de Catalunya, el Campionat d'Espanya de pala i la Copa del Rei. En pala curta, assolí la Copa del Rei i el Campionat d'Espanya amb Raimon Brugués, amb qui també fou campió del món el 1986. També obtingué el títol mundial amb Ricardo Garrido el 1982 i el 1990 i es proclamà campió als Jocs Olímpics de Barcelona amb el mateix Garrido, Daniel García i Rafael Araujo. Anys més tard es va vincular amb el pàdel també com a jugador, proclamant-se quatre vegades Campió d'Espanya sènior per equips, dues vegades Campió de Catalunya sènior per parelles, i campió d'Espanya sènior per equips amb la selecció catalana.En el vessant directiu, ha estat gerent del Club Gran Via Mar, Club Tennis La Salut i el Club Ciutat Diagonal. El 2002, va entrar a la Junta Directiva de la Unió esportiva de Clubs de Pàdel de Catalunya i el 2012 va accedir a la presidència de la Federació Catalana de Pàdel. La seva dedicació professional s'emmarca en la direcció d'entitats relacionades amb l'esport, la condició física i la salut.